# Summer Fever
«Summer Fever» (español: «Fiebre de verano») es la segunda canción del álbum Four Seasons of Love de la cantante Donna Summer. En 1977 fue lanzado como sencillo en Italia bajo el sello Durium.
El tema es la segunda canción del álbum, el cual consta de cuatro canciones más una repetición y cada una de ellas representa una estación del año. "Summer Fever" representa al verano, y en sus letras relata que además de ser la época en que sube la temperatura, también lo es en el amor y en las relaciones.
Al igual que en sus álbumes anteriores, los cuales contenían una canción larga y varias cortas, "Summer Fever" excede los ocho minutos, pero en Four Seasons of Love las composiciones son más equilibradas, siendo de una duración entre los cinco y ocho minutos.
Respecto al contenido, las letras de la canción son bastantes sugerentes, lo cual fortaleció aún más la figura de fantasía sexual de Summer. En el LP original se encuentran varias fotografías de Summer las cuales representan a cada estación del año, y la de "Summer Fever" es la utilizada como carátula del álbum, la cual muestra a la cantante acostada en la luna.
La canción, al igual que todo el álbum, alcanzó el #1 en el Hot Dance Club Play de Billboard, situación que volvió a ocurrir con los álbumes I Remember Yesterday y Once Upon a Time. Todos ellos son considerados como un solo número uno.

## Sencillo
- ITA 7" sencillo (1977) Durium DE 2923[1]

1. «Summer Fever»
2. «Winter Melody»

## Sucesión
| Predecesor: "My Sweet Summer Suite" / "Brazilian Love Song" de The Love Unlimited Orchestra | Billboard Hot Dance Club Play - Sencillo número uno (con Four Seasons of Love) 13 de noviembre de 1976 - 18 de diciembre de 1976 | Sucesor: "Don't Leave Me This Way" / "Any Way You Like It" de Thelma Houston |